# Gloson

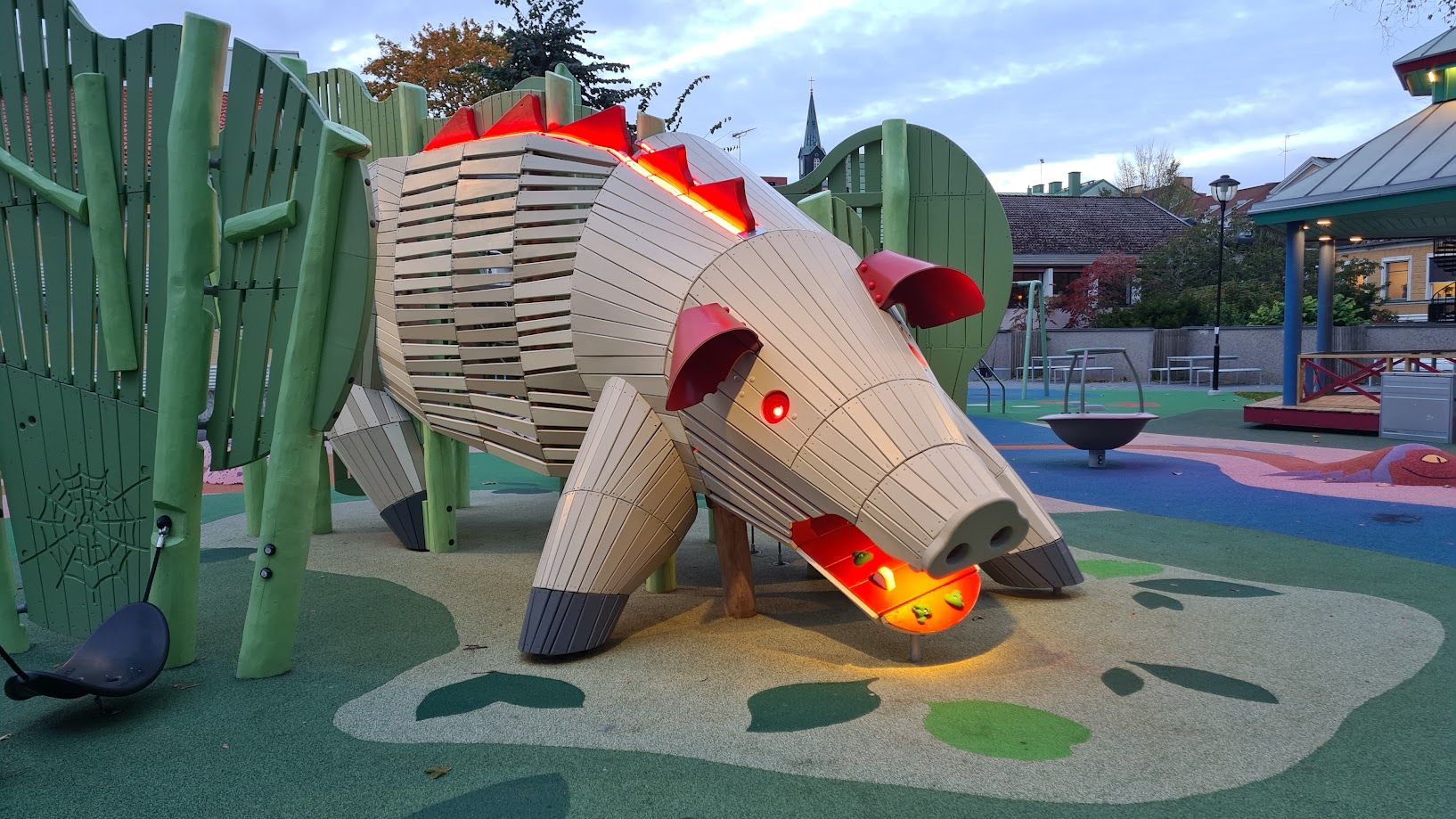
En gloso på en lekplats i Ljungby

Gloson även kallad Gravson eller Gluffsuggan är ett sydsvenskt folktroväsen i form av en gris eller ett vildsvin.
"Gloson" ("gloso" i obestämd form) kommer av glo, att stirra eller att glöda, och so, en sugga. Den sades ha glödande ögon och ett vidunderligt "snyte" (tryne) med stora betar och/eller huggtänder.
Gloson sades även ha en vass sågtandad rygg och ville gärna springa mellan benen på folk och således sprätta upp dem.